# 81 هـ
81 هـ هي سنة في التقويم الهجري امتدت مقابلةً في التقويم الميلادي بين سنتي 700 و701.

## وفيات
- زر بن حبيش
- أبو أمامة الباهلي